# Jotagas
Jotagas és una empresa catalana fabricant de motocicletes, especialitzada en motos de fora d'asfalt i e-bikes. La seva raó social és Jotagas, S.L. i té la seu a Girona des del 2014, després d'uns anys d'haver-la tingut a Alcanyís (Aragó). La marca de les motocicletes que fabrica és JTG.
L'empresa va ser fundada el 2010 per Jordi Robinat, empresari català del sector immobiliari i hoteler.

## Història
La idea de crear una nova marca de motocicletes se li acudí a Robinat arran d'un viatge que va fer el 2009 a Alcanyís per a visitar el complex esportiu "Motorland", motivat per un projecte urbanístic entorn d'aquest complex. En veure el potencial de les instal·lacions i atesa la seva passió pel motociclisme, Robinat decidí de crear una empresa pròpia.
L'agost del 2010 es constituí Jotagas, S.L., comptant en el seu equip directiu amb Javier Castany, catedràtic de la Universitat de Saragossa (departament d'enginyeria mecànica), Jordi Tarrés (com a director del projecte de desenvolupament d'una nova moto de trial) i Miki Arpa (encarregat del desenvolupament del model d'enduro). El Director general era Félix Angel Casas i el responsable de Marketing i Vendes, Marc Arañó.
Des d'un primer moment, l'empresa assolí un acord amb la Universitat de Saragossa per a desenvolupar conjuntament el nou projecte empresarial, el qual es preveia que hauria de crear 25 llocs de treball directes. La inversió inicial rondava els 2,2 milions d'euros, més un que es destinarà a R+D.
A finals del 2013, Jordi Tarrés i Marc Arañó abandonaren l'empresa per a fundar-ne, juntament amb dos socis més, una altra de pròpia: TRS Motorcycles.

## Producció
El 2012, l'empresa estava centrada en dos models: la JT de trial i la MK d'enduro, seguint les indicacions dels dos antics campions. Els motors seran inicialment de dos temps i l'empresa té la voluntat d'oferir productes de gran qualitat sense mirar gaire el preu final.
L'arribada d'aquestes dues primeres motos estava prevista per a maig del 2012 i la majoria de components havien de ser de fabricació pròpia. Els càlculs de producció eren d'entre 800 i 1.000 unitats per model al primer any.

### Trial

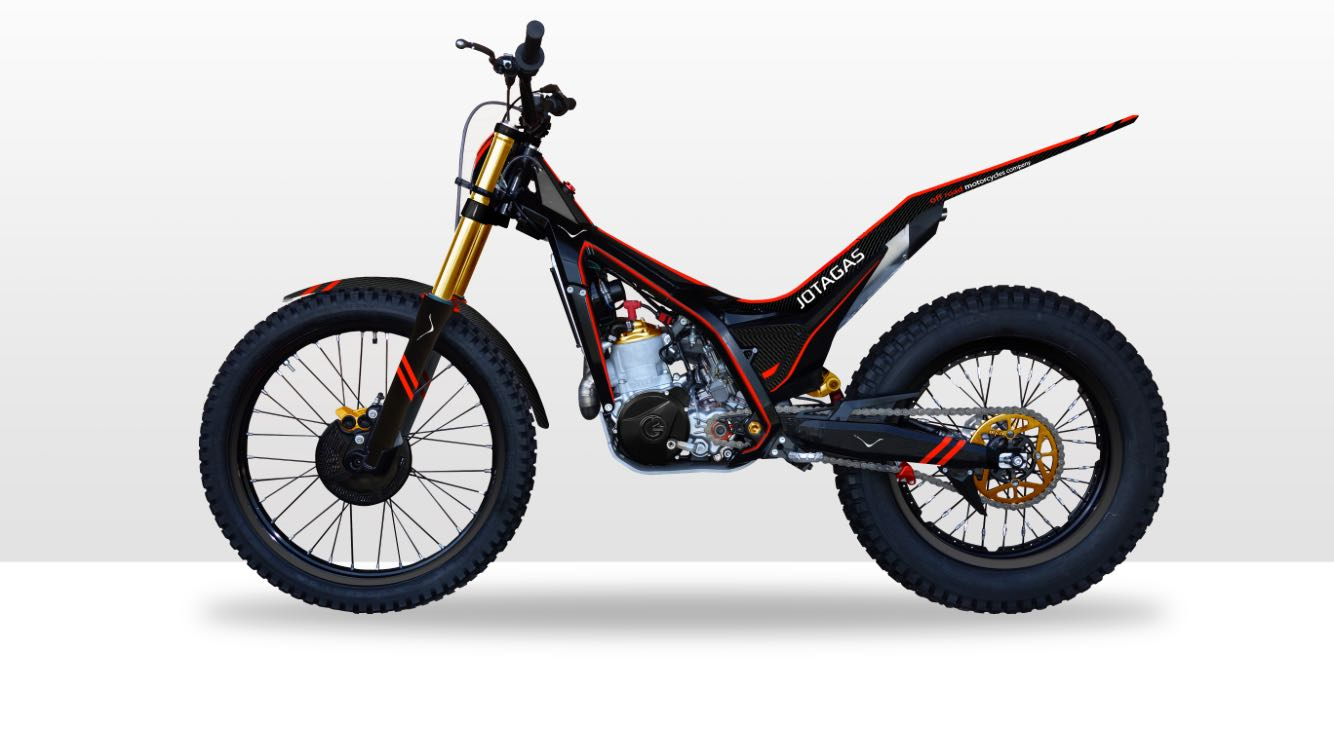
La Jotagas de trial del 2018

El model de trial, denominat JT per les inicials de "Jordi Tarrés", equipà un motor de 300 cc i el mateix Tarrés dirigí un equip de competició amb ella a partir del 2012. Els primers pilots que l'integraren són el seu nebot Pol Tarrés i Jordi Pascuet.

### Enduro
El model d'enduro del 2012 devia el seu nom, MK, al seu responsable "Miki" Arpa. S'esperava que tingués un pes inferior als 100 quilos i equipà un motor de 250/300 cc. Un dels grans fitxatges fets de cara a la temporada de 2012 fou el finlandès Mika Ahola, malauradament mort al gener d'aquell any.